# Целебесская белоглазка
Целебесская белоглазка (лат. Zosterops consobrinorum) — вид воробьиных птиц из семейства белоглазковых (Zosteropidae). Подвид, возможно, открыт на острове Ванги-Ванги (Тукангбеси) в 2003 году. По другой версии, птица с Ванги-Ванги представляет собой отдельный вид.

## Таксономия
Возможно, близки к Zosterops citrinella. Возможно, даже конспецифичны с ними.

## Распространение
Эндемики юго-восточной части Сулавеси (Индонезия). Также обитают на островах Кабаена и Бутунг и, возможно, на острове Муна. Представители популяции с Бутунга отличаются вокально и морфологически и, с высокой вероятностью, относятся к отдельному таксону (возможно, подвиду).

## Описание
Длина тела 11,5—12 см. Масса 9,8—10,4 г. Верхняя сторона тела оливково-зелёная. Горло, верх груди и подхвостье золотые. Белое окологлазное кольцо сравнительно узкое, спереди оно разорвано черноватым пятном. Брюхо белое. Клюв чёрный. Ноги тёмно-серые.

## Охранный статус
МСОП присвоил виду охранный статус LC.